# Primera ronda de la Clasificación de CAF para la Copa Mundial de Fútbol de 2002
La Primera ronda de la Clasificación de CAF para la Copa Mundial de Fútbol de 2002 contó con la participación de 50 selecciones afiliadas a la CAF, las cuales fueron divididas en cinco llaves de 10 equipos cada una; y dentro de cada llave había cinco enfrentamientos a eliminación directa ida y vuelta.
Los cinco ganadores de cada llave lograban la clasificación a la fase final.

## Llave A
| Equipo 1     | Agr. | Equipo 2  | Ida | Vuelta |
| ------------ | ---- | --------- | --- | ------ |
| Mauritania   | 1–5  | Túnez     | 1–2 | 0–3    |
| Guinea-Bisáu | 0–3  | Togo      | 0–0 | 0–3    |
| Cabo Verde   | 0–2  | Argelia   | 0–0 | 0–2    |
| Benín        | 1–2  | Senegal   | 1–1 | 0–1    |
| Gambia       | 0–3  | Marruecos | 0–1 | 0–2    |

### Ida
| 7 de abril de 2000 | Mauritania   | 1–2     | Túnez                 | Stade Olympique, Nuakchot, Mauritania            |                                                  |
|                    | Ould Ely 85' | Reporte | Jaïdi 65' · Gabsi 76' | Asistencia: 10 000 espectadores Árbitro(s): Sowe | Asistencia: 10 000 espectadores Árbitro(s): Sowe |

| 8 de abril de 2000 | Guinea-Bisáu | 0–0     | Togo | Estádio 24 de Setembro, Bissau, Guinea-Bisáu         |                                                      |
|                    |              | Reporte |      | Asistencia: 20 000 espectadores Árbitro(s): Monteiro | Asistencia: 20 000 espectadores Árbitro(s): Monteiro |

| 9 de abril de 2000 | Cabo Verde | 0–0     | Argelia | Estádio da Várzea, Praia, Cabo Verde            |                                                 |
|                    |            | Reporte |         | Asistencia: 5000 espectadores Árbitro(s): Diouf | Asistencia: 5000 espectadores Árbitro(s): Diouf |

| 9 de abril de 2000 | Benín       | 1–1     | Senegal     | Stade de l'Amitié, Cotonú, Benín                     |                                                      |
|                    | Okétola 33' | Reporte | N'Diaye 15' | Asistencia: 17 959 espectadores Árbitro(s): Olaniyan | Asistencia: 17 959 espectadores Árbitro(s): Olaniyan |

| 9 de abril de 2000 | Gambia | 0–1              | Marruecos       | Independence Stadium, Bakau, Gambia                |                                                    |
|                    |        | [Report Reporte] | El Moubarki 63' | Asistencia: 20 000 espectadores Árbitro(s): Camara | Asistencia: 20 000 espectadores Árbitro(s): Camara |

### Vuelta
| 22 de abril de 2000 | Túnez                                         | 3–0     | Mauritania | Stade El Menzah, Tunis, Túnez                     |                                                   |
|                     | Sidibé 16' (a.g.) · Jaziri 25' · Mhedhebi 49' | Reporte |            | Asistencia: 3000 espectadores Árbitro(s): Bendada | Asistencia: 3000 espectadores Árbitro(s): Bendada |

| 23 de abril de 2000 | Togo                                    | 3–0     | Guinea-Bisáu | Stade de Kégué, Lomé, Togo                         |                                                    |
|                     | Salifou 44' · Kouko 65' · Dovi-Akon 87' | Reporte |              | Asistencia: 4000 espectadores Árbitro(s): Okoampah | Asistencia: 4000 espectadores Árbitro(s): Okoampah |

| 21 de abril de 2000 | Argelia                 | 2–0     | Cabo Verde | Stade 19 Mai 1956, Annaba, Argelia                 |                                                    |
|                     | Bourahli 7' · Saïfi 12' | Reporte |            | Asistencia: 50 000 espectadores Árbitro(s): Sillah | Asistencia: 50 000 espectadores Árbitro(s): Sillah |

| 23 de abril de 2000 | Senegal | 1–0     | Benín | Stade Leopold Senghor, Dakar, Senegal              |                                                    |
|                     | Ba 63'  | Reporte |       | Asistencia: 19 000 espectadores Árbitro(s): Seydou | Asistencia: 19 000 espectadores Árbitro(s): Seydou |

| 22 de abril de 2000 | Marruecos            | 2–0     | Gambia | Stade Mohamed V, Casablanca, Marruecos            |                                                   |
|                     | El Khattari 17', 31' | Reporte |        | Asistencia: 10 800 espectadores Árbitro(s): Ahmad | Asistencia: 10 800 espectadores Árbitro(s): Ahmad |

## Llave B
| Equipo 1    | Agr.    | Equipo 2   | Ida | Vuelta |
| ----------- | ------- | ---------- | --- | ------ |
| Madagascar  | 2–1     | Gabón      | 2–0 | 0–1    |
| Botsuana    | 0–2     | Zambia     | 0–1 | 0–1    |
| Suazilandia | 1–8     | Angola     | 0–1 | 1–7    |
| Lesoto      | 0–3     | Sudáfrica  | 0–1 | 0–2    |
| Sudán       | 2–2 (a) | Mozambique | 1–0 | 1–2    |

### Ida
| 8 de abril de 2000 | Madagascar            | 2–0     | Gabón | Mahamasina Municipal Stadium, Antananarivo, Madagascar |                                                      |
|                    | Randrianaivo 37', 65' | Reporte |       | Asistencia: 20 000 espectadores Árbitro(s): Williams   | Asistencia: 20 000 espectadores Árbitro(s): Williams |

| 8 de abril de 2000 | Botsuana | 0–1     | Zambia   | Botswana National Stadium, Gaborone, Botsuana      |                                                    |
|                    |          | Reporte | Lota 40' | Asistencia: 15 000 espectadores Árbitro(s): Mukuna | Asistencia: 15 000 espectadores Árbitro(s): Mukuna |

| 9 de abril de 2000 | Suazilandia | 0–1     | Angola    | Somhlolo National Stadium, Lobamba, Suazilandia     |                                                     |
|                    |             | Reporte | Edson 55' | Asistencia: 8600 espectadores Árbitro(s): Mochubela | Asistencia: 8600 espectadores Árbitro(s): Mochubela |

| 9 de abril de 2000 | Lesoto | 0–2     | Sudáfrica               | Setsoto Stadium, Maseru, Lesoto                   |                                                   |
|                    |        | Reporte | Bartlett 40' · Pule 71' | Asistencia: 12 035 espectadores Árbitro(s): Senai | Asistencia: 12 035 espectadores Árbitro(s): Senai |

| 9 de abril de 2000 | Sudán           | 1–0     | Mozambique | Al-Hilal Stadium, Omdurman, Sudán                   |                                                     |
|                    | Faroug Jabra 8' | Reporte |            | Asistencia: 18 000 espectadores Árbitro(s): Teshome | Asistencia: 18 000 espectadores Árbitro(s): Teshome |

### Vuelta
| 22 de abril de 2000 | Gabón      | 1–0     | Madagascar | Stade Omar Bongo, Libreville, Gabón              |                                                  |
|                     | Cousin 41' | Reporte |            | Asistencia: 5000 espectadores Árbitro(s): Ndinga | Asistencia: 5000 espectadores Árbitro(s): Ndinga |

| 22 de abril de 2000 | Zambia      | 1–0     | Botsuana | Independence Stadium, Lusaka, Zambia                |                                                     |
|                     | Milanzi 83' | Reporte |          | Asistencia: 15 000 espectadores Árbitro(s): Alfredo | Asistencia: 15 000 espectadores Árbitro(s): Alfredo |

| 23 de abril de 2000 | Angola                                                                         | 7–1     | Suazilandia | Estádio da Cidadela, Luanda, Angola               |                                                   |
|                     | Hélder Vicente 18' · Joni 26' · Paulão 29', 72' · Isaac 35', 88' · Covilhã 85' | Reporte | Dlamini 79' | Asistencia: 50 000 espectadores Árbitro(s): Senai | Asistencia: 50 000 espectadores Árbitro(s): Senai |

| 22 de abril de 2000 | Sudáfrica    | 1–0     | Lesoto | Free State Stadium, Bloemfontein, Sudáfrica       |                                                   |
|                     | Bartlett 48' | Reporte |        | Asistencia: 25 000 espectadores Árbitro(s): Nkole | Asistencia: 25 000 espectadores Árbitro(s): Nkole |

| 23 de abril de 2000 | Mozambique         | 2–1     | Sudán                     | Estádio da Machava, Maputo, Mozambique                |                                                       |
|                     | Tico-Tico 39', 79' | Reporte | Mujahid Ahmed Mohamed 66' | Asistencia: 7235 espectadores Árbitro(s): Tangawarima | Asistencia: 7235 espectadores Árbitro(s): Tangawarima |

## Llave C
| Equipo 1                 | Agr. | Equipo 2        | Ida | Vuelta |
| ------------------------ | ---- | --------------- | --- | ------ |
| Santo Tomé y Príncipe    | 2–4  | Sierra Leona    | 2–0 | 0–4    |
| República Centroafricana | 1–4  | Zimbabue        | 0–1 | 1–3    |
| Ruanda                   | 2–4  | Costa de Marfil | 2–2 | 0–2    |
| Guinea Ecuatorial        | 2–5  | Congo           | 1–3 | 1–2    |
| Libia                    | 4–3  | Malí            | 3–0 | 1–3    |

### Ida
| 8 de abril de 2000 | Santo Tomé y Príncipe  | 2–0     | Sierra Leona | Estádio Nacional 12 de Julho, Santo Tomé, Santo Tomé y Príncipe |                                                 |
|                    | Ramos 36' · Pontes 59' | Reporte |              | Asistencia: 6500 espectadores Árbitro(s): Njike                 | Asistencia: 6500 espectadores Árbitro(s): Njike |

| 8 de abril de 2000 | República Centroafricana | 0–1     | Zimbabue  | Barthelemy Boganda Stadium, Bangui, República Centroafricana |                                                      |
|                    |                          | Reporte | Ndlovu 6' | Asistencia: 13 000 espectadores Árbitro(s): Hisseine         | Asistencia: 13 000 espectadores Árbitro(s): Hisseine |

| 9 de abril de 2000 | Ruanda                     | 2–2     | Costa de Marfil         | Stade Amahoro, Kigali, Ruanda                          |                                                        |
|                    | Mili 46' · Nsengiyumva 75' | Reporte | Akassou 45' · Keïta 82' | Asistencia: 16 000 espectadores Árbitro(s): Abdulkadir | Asistencia: 16 000 espectadores Árbitro(s): Abdulkadir |

| 9 de abril de 2000 | Guinea Ecuatorial | 1–3     | Congo                             | Estadio Internacional, Malabo, Guinea Ecuatorial      |                                                       |
|                    | Eyoma 34'         | Reporte | Ngoma 15' · N'Keoua 29' · Eta 64' | Asistencia: 5000 espectadores Árbitro(s): Mounguengui | Asistencia: 5000 espectadores Árbitro(s): Mounguengui |

| 9 de abril de 2000 | Libia                                    | 3–0     | Malí | June 11 Stadium, Trípoli, Libia                   |                                                   |
|                    | Muntasser 4' · Al Masli 56' · Mhemed 81' | Reporte |      | Asistencia: 50 000 espectadores Árbitro(s): Sahli | Asistencia: 50 000 espectadores Árbitro(s): Sahli |

### Vuelta
| 22 de abril de 2000 | Sierra Leona                                    | 4–0     | Santo Tomé y Príncipe | National Stadium, Freetown, Sierra Leona         |                                                  |
|                     | C.Mansaray 32', 46' · Kanu 58' · S.Mansaray 79' | Reporte |                       | Asistencia: 65 000 espectadores Árbitro(s): Kaba | Asistencia: 65 000 espectadores Árbitro(s): Kaba |

| 23 de abril de 2000 | Zimbabue                              | 3–1     | República Centroafricana | National Sports Stadium, Harare, Zimbabue          |                                                    |
|                     | Ncube 20' · Ndlovu 35' · Jukulile 87' | Reporte | Djim 39'                 | Asistencia: 18 951 espectadores Árbitro(s): Gadaga | Asistencia: 18 951 espectadores Árbitro(s): Gadaga |

| 23 de abril de 2000 | Costa de Marfil   | 2–0     | Ruanda | Stade Félix Houphouët-Boigny, Abiyán, Costa de Marfil   |                                                         |
|                     | Bakayoko 35', 66' | Reporte |        | Asistencia: 12 000 espectadores Árbitro(s): Chukwujekwu | Asistencia: 12 000 espectadores Árbitro(s): Chukwujekwu |

| 23 de abril de 2000 | Congo                         | 2–1     | Guinea Ecuatorial | Stade Municipal, Pointe-Noire, Congo              |                                                   |
|                     | Moyimbouabeka 7' · Lepaye 81' | Reporte | Mba 67'           | Asistencia: 12 000 espectadores Árbitro(s): Njike | Asistencia: 12 000 espectadores Árbitro(s): Njike |

| 23 de abril de 2000 | Malí                        | 3–1     | Libia        | Stade Modibo Kéïta, Bamako, Malí |                   |
|                     | Traoré 47', 78' · Dissa 80' | Reporte | Bushaala 45' | Árbitro(s): Sinko                | Árbitro(s): Sinko |

## Llave D
| Equipo 1   | Agr. | Equipo 2 | Ida | Vuelta |
| ---------- | ---- | -------- | --- | ------ |
| Yibuti     | 2–10 | RD Congo | 1–1 | 1–9    |
| Seychelles | 1–4  | Namibia  | 1–1 | 0–3    |
| Eritrea    | 0–4  | Nigeria  | 0–0 | 0–4    |
| Somalia    | 0–6  | Camerún  | 0–3 | 0–3    |
| Mauricio   | 2–6  | Egipto   | 0–2 | 2–4    |

### Ida
| 7 de abril de 2000 | Yibuti      | 1–1     | República Democrática del Congo | Stade du Ville, Yibuti City, Yibuti               |                                                   |
|                    | Khaireh 39' | Reporte | Yemweni 82'                     | Asistencia: 2700 espectadores Árbitro(s): Mohamud | Asistencia: 2700 espectadores Árbitro(s): Mohamud |

| 8 de abril de 2000 | Seychelles | 1–1     | Namibia     | Stade Linité, Victoria, Seychelles              |                                                 |
|                    | Zialor 28' | Reporte | Shivute 20' | Asistencia: 3452 espectadores Árbitro(s): Sohan | Asistencia: 3452 espectadores Árbitro(s): Sohan |

| 9 de abril de 2000 | Eritrea | 0–0     | Nigeria | Denden Stadium, Asmara, Eritrea                |                                                |
|                    |         | Reporte |         | Asistencia: 4151 espectadores Árbitro(s): Auda | Asistencia: 4151 espectadores Árbitro(s): Auda |

| 19 de abril de 2000                     | Somalia | 0–3     | Camerún                         | Stade Ahmadou Ahidjo, Yaundé, Camerún            |                                                  |
|                                         |         | Reporte | Mboma 26' · Foé 31' · Eto'o 37' | Asistencia: 35 000 espectadores Árbitro(s): Boko | Asistencia: 35 000 espectadores Árbitro(s): Boko |
| Somalia jugó de local en el país rival. |         |         |                                 |                                                  |                                                  |

| 9 de abril de 2000                       | Mauricio | 0–2     | Egipto                 | Cairo International Stadium, El Cairo, Egipto      |                                                    |
|                                          |          | Reporte | Emara 15' · Farouk 75' | Asistencia: 40 000 espectadores Árbitro(s): Guirat | Asistencia: 40 000 espectadores Árbitro(s): Guirat |
| Mauricio jugó de local en el país rival. |          |         |                        |                                                    |                                                    |

### Vuelta
| 23 de abril de 2000 | República Democrática del Congo                                                         | 9–1     | Yibuti     | Stade des Martyrs, Kinshasa, RD Congo                |                                                      |
|                     | Mayélé 1', 67' · Yemweni 25', 59', 88' · Nonda 33', 35' · Mazingu-Dinzey 52' · Mpia 78' | Reporte | Robleh 29' | Asistencia: 50 000 espectadores Árbitro(s): Hisseine | Asistencia: 50 000 espectadores Árbitro(s): Hisseine |

| 22 de abril de 2000 | Namibia              | 3–0     | Seychelles | Sam Nujoma Stadium, Windhoek, Namibia             |                                                   |
|                     | Tjikuzu 7', 13', 79' | Reporte |            | Asistencia: 1600 espectadores Árbitro(s): Urbatro | Asistencia: 1600 espectadores Árbitro(s): Urbatro |

| 22 de abril de 2000 | Nigeria                                             | 4–0     | Eritrea | Lagos National Stadium, Lagos, Nigeria               |                                                      |
|                     | Akwuegbu 13' · Lawal 20' · Akpoborie 65' · Kanu 89' | Reporte |         | Asistencia: 15 000 espectadores Árbitro(s): Monteiro | Asistencia: 15 000 espectadores Árbitro(s): Monteiro |

| 23 de abril de 2000 | Camerún                        | 3–0     | Somalia | Stade Ahmadou Ahidjo, Yaundé, Camerún                   |                                                         |
|                     | Jama Mba 15', 27' · Olembé 48' | Reporte |         | Asistencia: 20 000 espectadores Árbitro(s): Mounguengui | Asistencia: 20 000 espectadores Árbitro(s): Mounguengui |

| 23 de abril de 2000 | Egipto                                          | 4–2     | Mauricio                  | Alexandria Stadium, Alejandría, Egipto               |                                                      |
|                     | Kamouna 5' (pen.) · Farouk 72', 74' · Salah 90' | Reporte | Périatambée 45' · Bax 88' | Asistencia: 15 000 espectadores Árbitro(s): Boukthir | Asistencia: 15 000 espectadores Árbitro(s): Boukthir |

## Llave E
| Equipo 1 | Agr. | Equipo 2     | Ida | Vuelta |
| -------- | ---- | ------------ | --- | ------ |
| Malaui   | 2–0  | Kenia        | 2–0 | 0–0    |
| Tanzania | 2–4  | Ghana        | 0–1 | 2–3    |
| Uganda   | 4–7  | Guinea       | 4–4 | 0–3    |
| Etiopía  | 2–4  | Burkina Faso | 2–1 | 0–3    |
| Chad     | 0–1  | Liberia      | 0–1 | 0–0    |

### Ida
| 8 de abril de 2000 | Malaui                    | 2–0     | Kenia | Chichiri Stadium, Blantyre, Malaui                  |                                                     |
|                    | Somanje 53' · Nkhwazi 88' | Reporte |       | Asistencia: 18 000 espectadores Árbitro(s): Phomane | Asistencia: 18 000 espectadores Árbitro(s): Phomane |

| 8 de abril de 2000 | Tanzania | 0–1     | Ghana       | Sheikh Amri Abeid Memorial Stadium, Arusha, Tanzania |                     |
|                    |          | Reporte | Kuffour 21' | Árbitro(s): Alfredo                                  | Árbitro(s): Alfredo |

| 8 de abril de 2000 | Uganda                                               | 4–4     | Guinea                                     | Nakivubo Stadium, Kampala, Uganda                 |                                                   |
|                    | Mubiru 59' · Musisi 73' · Tabula 77' · Kyambadde 89' | Reporte | Thiam 24' · Youla 55', 83' · Feindouno 88' | Asistencia: 8609 espectadores Árbitro(s): Tessema | Asistencia: 8609 espectadores Árbitro(s): Tessema |

| 9 de abril de 2000 | Etiopía                     | 2–1     | Burkina Faso | Addis Ababa Stadium, Addis Ababa, Etiopía        |                                                  |
|                    | Alameraw 48' · Getachew 64' | Reporte | Touré 81'    | Asistencia: 10 544 espectadores Árbitro(s): Itur | Asistencia: 10 544 espectadores Árbitro(s): Itur |

| 9 de abril de 2000 | Chad | 0–1     | Liberia   | Stade Nacional, N'Djamena, Chad                       |                                                       |
|                    |      | Reporte | Sebwe 44' | Asistencia: 10 000 espectadores Árbitro(s): Djingarey | Asistencia: 10 000 espectadores Árbitro(s): Djingarey |

### Vuelta
| 22 de abril de 2000 | Kenia | 0–0     | Malaui | Moi International Sports Centre, Nairobi, Kenia         |                                                         |
|                     |       | Reporte |        | Asistencia: 25 000 espectadores Árbitro(s): Hicuburundi | Asistencia: 25 000 espectadores Árbitro(s): Hicuburundi |

| 23 de abril de 2000 | Ghana                                | 3–2     | Tanzania                  | Ohene Djan Stadium, Acra, Ghana                   |                                                   |
|                     | Kuffour 19' · Ahinful 28' · Addo 64' | Reporte | Lungu 44' · Abubakari 54' | Asistencia: 15 000 espectadores Árbitro(s): Diouf | Asistencia: 15 000 espectadores Árbitro(s): Diouf |

| 23 de abril de 2000 | Guinea                          | 3–0     | Uganda | Stade du 28 Septembre, Conakry, Guinea              |                                                     |
|                     | Camara 47' · Feindouno 70', 74' | Reporte |        | Asistencia: 20 000 espectadores Árbitro(s): Magassa | Asistencia: 20 000 espectadores Árbitro(s): Magassa |

| 23 de abril de 2000 | Burkina Faso                  | 3–0     | Etiopía | Stade du 4-Août, Uagadugú, Burkina Faso            |                                                    |
|                     | Zongo 3', 37' (p) · Barro 10' | Reporte |         | Asistencia: 25 000 espectadores Árbitro(s): Codjia | Asistencia: 25 000 espectadores Árbitro(s): Codjia |

| 23 de abril de 2000 | Liberia | 0–0     | Chad | National Complex, Monrovia, Liberia                |                                                    |
|                     |         | Reporte |      | Asistencia: 43 000 espectadores Árbitro(s): Kamara | Asistencia: 43 000 espectadores Árbitro(s): Kamara |